# Мученик Агатоник
Свети Мученик Агатоник (грч. Άγιος Αγαθόνικος) је хришћански светитељ и мученик из 4. века.
Живео је у Никомедији. Проповедао је Грицима јеванђеље који су већином били пагани. У време прогона хришћана под царем Максимијаном, ухапшен је Свети Зотик, заједно са својим ученицима које су разапели на крстове, а он је доведен у Никомедију. Ту су, настављајући прогон, ухапсили Светог Агатоника, и друге остале хришћане који су се затекли у граду: Принкипса, Теопрепија, Акиндина, Северијана, Зенона и многе друге. Затим су их све заједно одвели у Византију.
Током пута умрли су Свети Зотик, Теопрепије и Акиндин. Свети Северијан је убијен код Халкидона, а Светог Агатоника, са осталима, довели су у град Силимврију у Тракији где су сви, након мучења, посечени мачем пред самим царем Максимијаном.
У Цариграду је касније подигнут храм посвећен Светом Агатонику.
Православна црква прославља светог Агатоника и остале никомидијске мученике 22. августа по јулијанском календару.
Напомена: Овај чланак, или један његов део, изворно је преузет из Охридског пролога Николаја Велимировића.